# Казалфорцато (Кјети)
Казалфорцато (итал. Casalforzato) је насеље у Италији у округу Кјети, региону Абруцо.
Према процени из 2011. у насељу је живело 54 становника. Насеље се налази на надморској висини од 248 м.